# Wirdum
Wirdum là một đô thị ở huyện huyện Aurich, trong bang Niedersachsen, nước Đức. Đô thị Wirdum có diện tích 14,94 km².